# David Vseviov

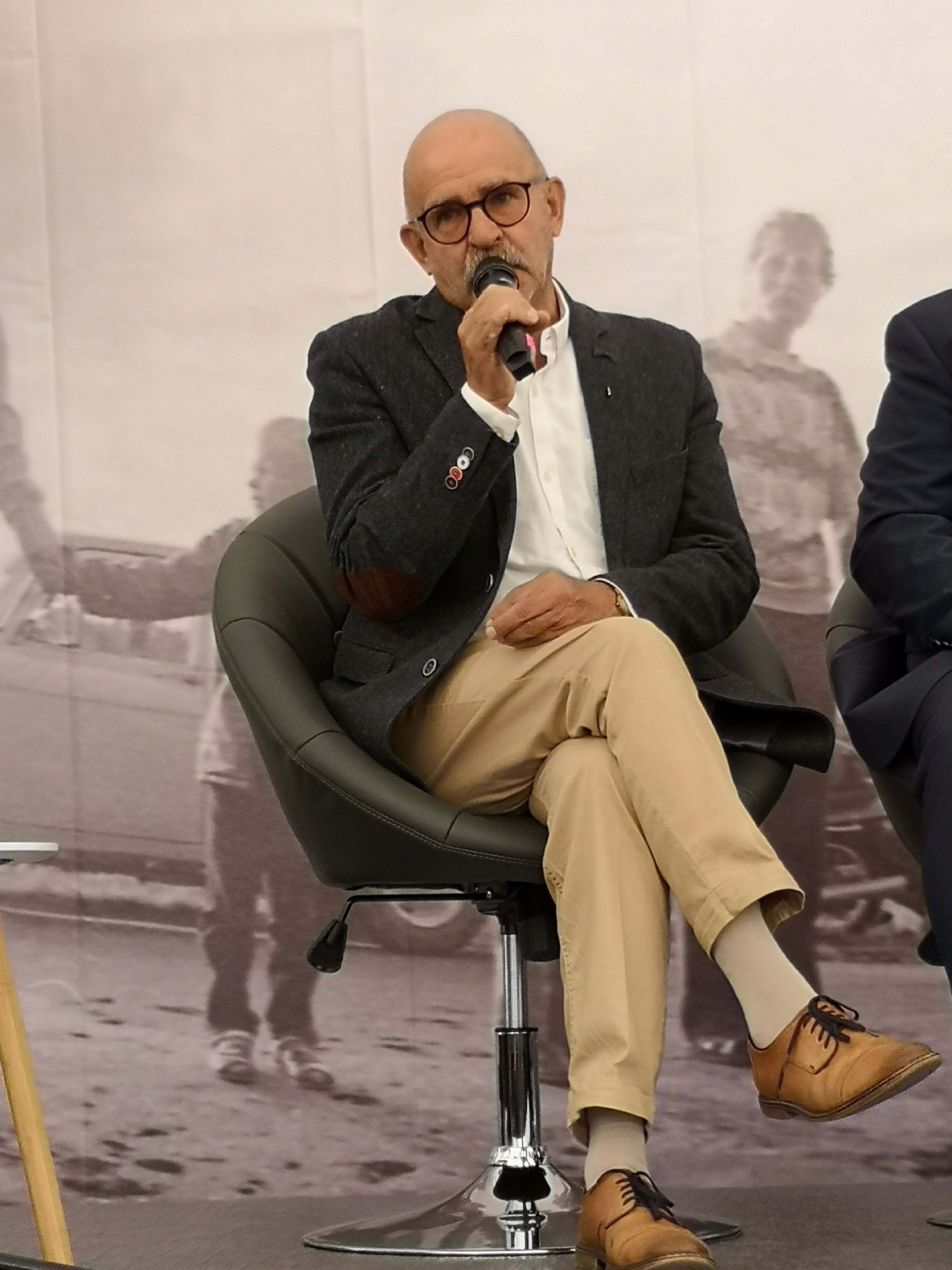
David Vseviov

David Vseviov (nascido a 27 de maio de 1949) é um historiador e pedagogo estoniano.
Desde 1986 ele ensina história da arte e cultura visual na Academia de Artes da Estónia (professor).
Ao longo de mais de 20 anos ele apresentou o programa de rádio Müstiline Venemaa ('Rússia misteriosa').
Vseviov fala estoniano e russo fluentemente e é de descendência judaica.
Prémios:
- Líder de opinião estoniano do ano[2]
- Prémio de Cidadão Europeu de 2016 do Parlamento Europeu[2]
- Prémio Nacional de Cultura da República da Estónia[2]
- 2001: Ordem da Estrela Branca, V classe[4]